# Yeşiltepe, Beydağ
Yeşiltepe là một xã thuộc huyện Beydağ, tỉnh İzmir, Thổ Nhĩ Kỳ. Dân số thời điểm năm 2010 là 320 người.